# وایتفیلد (اکلاهما)
وایتفیلد(به انگلیسی: Whitefield) شهری در ایالت اکلاهما کشور ایالات متحده آمریکا است که جمعیت آن در سرشماری سال ۲۰۱۰ میلادی، ۳۹۱ نفر بوده‌است.